# Guillaume al III-lea de Nevers
Guillaume al III-lea (n. cca. 1107 – d. 21 noiembrie 1161) a fost conte de Nevers, de Auxerre și de Tonnerre de la 1148 până la moarte.

## Familia
Născut în Auxerre, Guillaume era fiul contelui Guillaume al II-lea de Nevers cu soția sa, Adelaida. Strămoșii mamei sale nu sunt cunoscuți.
Fratele lui Guillaume, Renaud de Nevers a fost conte de Tonnerre până la moartea sa din 1148, săvârșită pe când lupta în Cruciada a doua. Un alt frate, Robert, este consemnat doar cu ocazia unui hrisov data în 1134. Sora sa Ana a fost căsătorită cu contele Guillaume al VIII-lea de Auvergne, cunoscut și ca "Guillaime cel Bătrân" (a domnit între 1155 și 1182). Ana a fost mama contelui ulterior de Auvergne, Robert al IV-lea (anii de domnie: 1182–1194).

## Viața
Guillaume este menționat drept cosemnatar legal al deciziilor luate de tatăl său în hrisoave datate între 1121 și 1134. la 21 septembrie 1137, cronicarul Orderic Vitalis îl consemnează ca însoțitor al lui Geoffroi al V-lea de Anjou în acțiunea acestuia de a pătrunde în Ducatul Normandiei, în contextul conflictului dintre contesa Matilda de Anjou și vărul ei Ștefan de Blois pentru coroana Angliei, luptă care a durat între 1135 și 1154.
Guillaume s-a alăturat regelui Ludovic al VII-lea al Franței în Cruciada a doua. La 21 august 1148, tatăl său a murit, iar Guillaume al III-lea i-a succedat în Nevers și Auxerre. Se consideră că în aceeași perioadă i-ar fi succedat și fratelui său mai tânăr în Tonnerre.

## Căsătoria
Guillaume a fost căsătorit cu Ida de Sponheim. Ida era fiică a ducelui Engelbert de Carintia cu Uta de Passau. Cei doi au avut împreună cel puțin cinci copii:
- Guillaume (d. 24 octombrie 1168), care a succedat în comitatul de Nevers.
- Guy (d. 19 octombrie 1175), devenit și el ulterior conte de Nevers.
- Renaud (d. 5 august 1191).
- Adelaida, căsătorită cu Renaud al IV-lea, conte de Joigny.
- Ermengarda.